# Seebachsches Haus

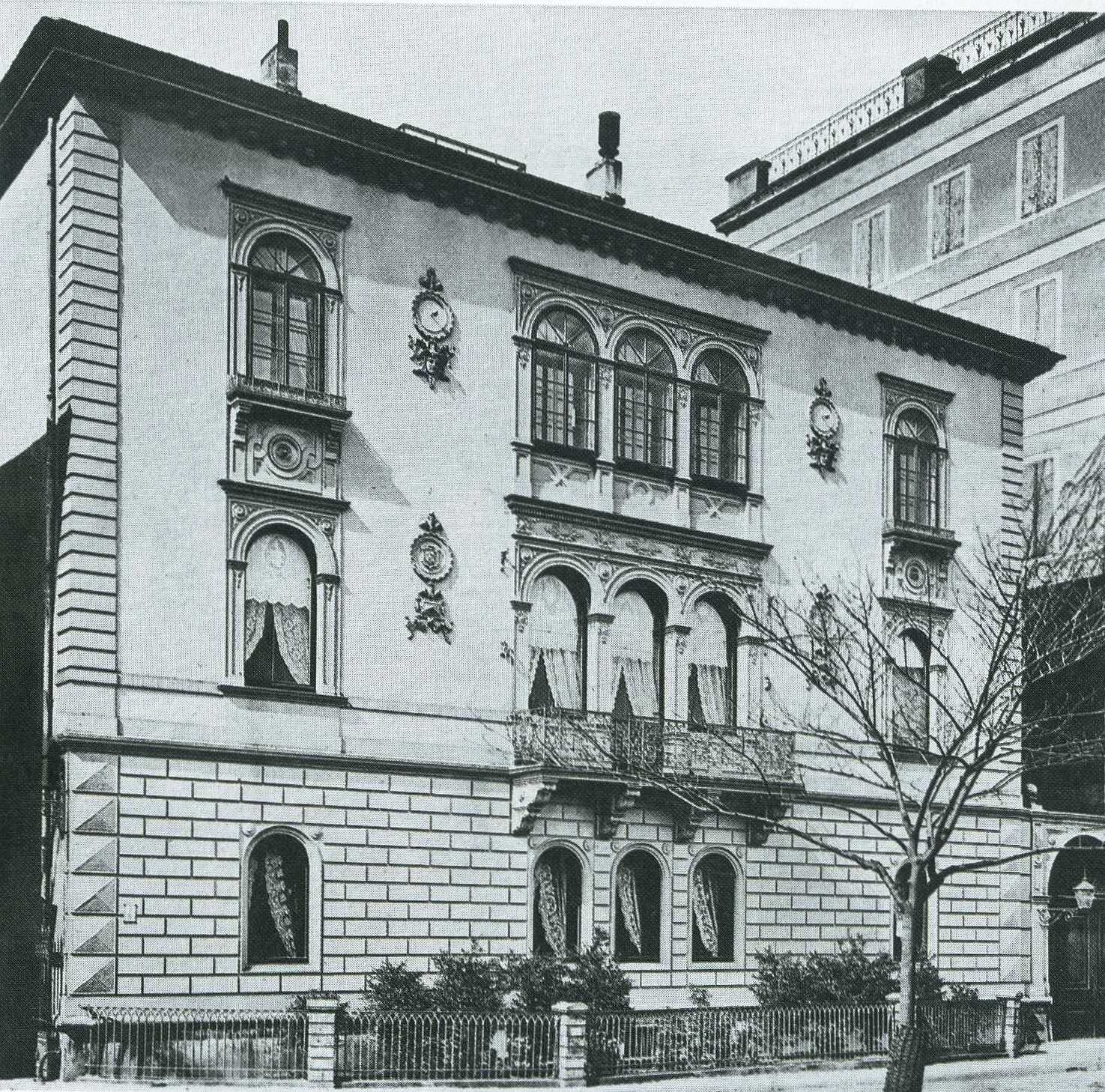
Seebachsches Haus, um 1875

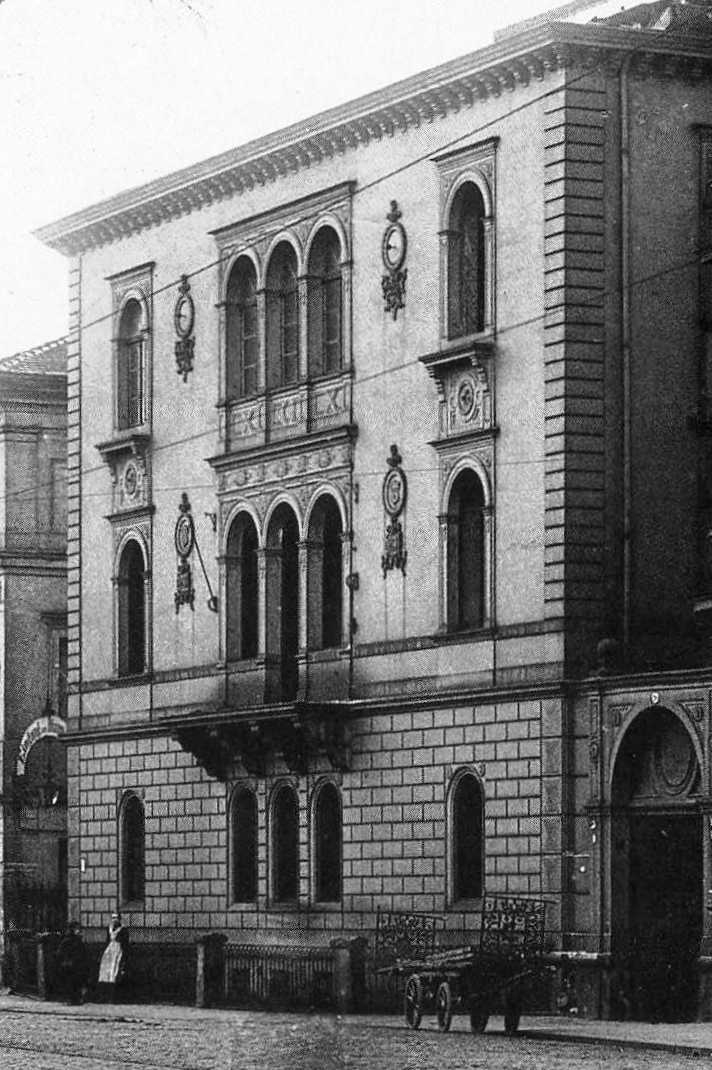
Seebachsches Haus, um 1898

Das Seebachsche Haus war eine Villa an der Bürgerwiese 16 in Dresden. Sie wurde 1839 von Hermann Nicolai für den coburgischen Forstmeister Eduard von Seebach erbaut und 1899 abgebrochen.
Es soll „nicht unerwähnt bleiben, dass das Haus des Herrn Seebach … als Nachahmung venezianischer Wohnhäuser erscheint“ mit einer „Stilisierung frei nach venezianischen Vorbildern der Frührenaissance“.
Das Erdgeschoss war mit Rustika verkleidet. Die beiden Obergeschosse hatten eine Frontlänge von fünf Fensterachsen. Die drei mittleren Fenster der beiden Obergeschosse waren (ähnlich wie beim Albert-Theater) zu Drillingsfenstern zusammengefasst. Im ersten Geschoss befand sich ein Balkon mit schmiedeeisernem Gitter. Die Ecken des Hauses wurden von einer Diamant-Eckquaderung zusammengefasst.
Dieses Haus war Gegenstand eines Streits, ob Semper oder Nicolai die Neorenaissance in ihrer italienischen Version in Dresden eingeführt haben.